# Clermont-en-Argonne
Clermont-en-Argonne település Franciaországban, Meuse megyében. Lakosainak száma 1428 fő (2022. január 1.). Clermont-en-Argonne Aubréville, Beaulieu-en-Argonne, Brabant-en-Argonne, Brocourt-en-Argonne, Le Claon, Futeau, Les Islettes, Le Neufour, Neuvilly-en-Argonne, Rarécourt, Récicourt, Les Souhesmes-Rampont és Ville-sur-Cousances községekkel határos.

## Népesség
A település népességének változása:
| Lakosok száma | 1080 | 1778 | 1794 | 1636 | 1531 | 1503 | 1480 | 1453 | 1449 | 1428 |
|               | 1968 | 1982 | 1990 | 2006 | 2013 | 2015 | 2017 | 2019 | 2020 | 2022 |